# Sídliště Šumava
Sídliště Šumava (dříve Vítězný únor) je část Českých Budějovic ležící mezi sídlištěm Máj, Čtyřmi Dvory a kampusem Jihočeské univerzity v západní části města, na katastrálním území České Budějovice 2. V roce 2005 zde žilo 5893 obyvatel.

## Historie a vývoj
Sídliště Šumava bylo prvním z nových urbanistických celků, jimiž se v 70. letech rozšiřoval obvod města na levém břehu Vltavy. Stejně jako na sídlišti Vltava se zde stavělo na volné ploše, a to od roku 1972. Dále směrem na západ pak výstavba pokračovala sídlištěm Máj, a to v oblasti bývalého vojenského cvičiště.
Během července a srpna 2019 byla na jižním konci ulice J. Opletala především kvůli potížím vozů MHD s odbočením do Branišovské ulice vybudována světelná křižovatka s preferencí MHD, kterou pomáhá řídit také videodetekce a poptávková tlačítka pro chodce.
Dnes je známou rezidenční čtvrtí moderních Českých Budějovic se začleněním do městské části České Budějovice 2.
| Rok  | Počet obyvatel |
| ---- | -------------- |
| 1980 | 8095           |
| 1991 | 7220           |
| 2001 | 6415           |
| 2005 | 5893           |

## Služby
Sídliště Šumava je především urbanistickou částí města. Je obsluhována linkami číslo 1, 3, 5, 7, 8, 15, 18 a 45 městské hromadné dopravy se zastávkami Šumava, Větrná, Václava Talicha, Vysokoškolské koleje a Jihočeská univerzita, z nichž většina leží na obvodu čtvrti. V ulici J. Opletala se nachází specializované předprodejní místo jízdenek MHD.
Centrem sídliště je náměstí zvané Šumava mezi ulicemi J. Opletala, K. Šafáře a Sokolská, v jehož středu stojí obchodní centrum se supermarketem Billa a řadou obchodů a služeb včetně pošty a polikliniky. V únoru 2020 radnice oznámila plán dům služeb nahradit novou budovou, v níž by nově měly být i byty a podzemní parkování, střecha se plánuje zelená. Demolice budovy namísto rekonstrukce byla zvolena z finančních důvodů. Železobetonový přítřešek, který se nachází v havarijním stavu, se má zbourat už na jaře toho roku.
V této hustě zalidněné městské části fungují dvě městské mateřské školy (MŠ Jana Opletala a MŠ Větrná), dvě základní školy, ZŠ O. Nedbala a ZŠ Emy Destinové a k soukromá Vyšší odborná škola a Střední škola, s. r. o. Obě základní školy byly od roku 2005 z důvodu úbytku žáků sloučeny, od září 2016 byla ZŠ Emy Destinové znovu otevřena jako samostatný subjekt.

## Galerie

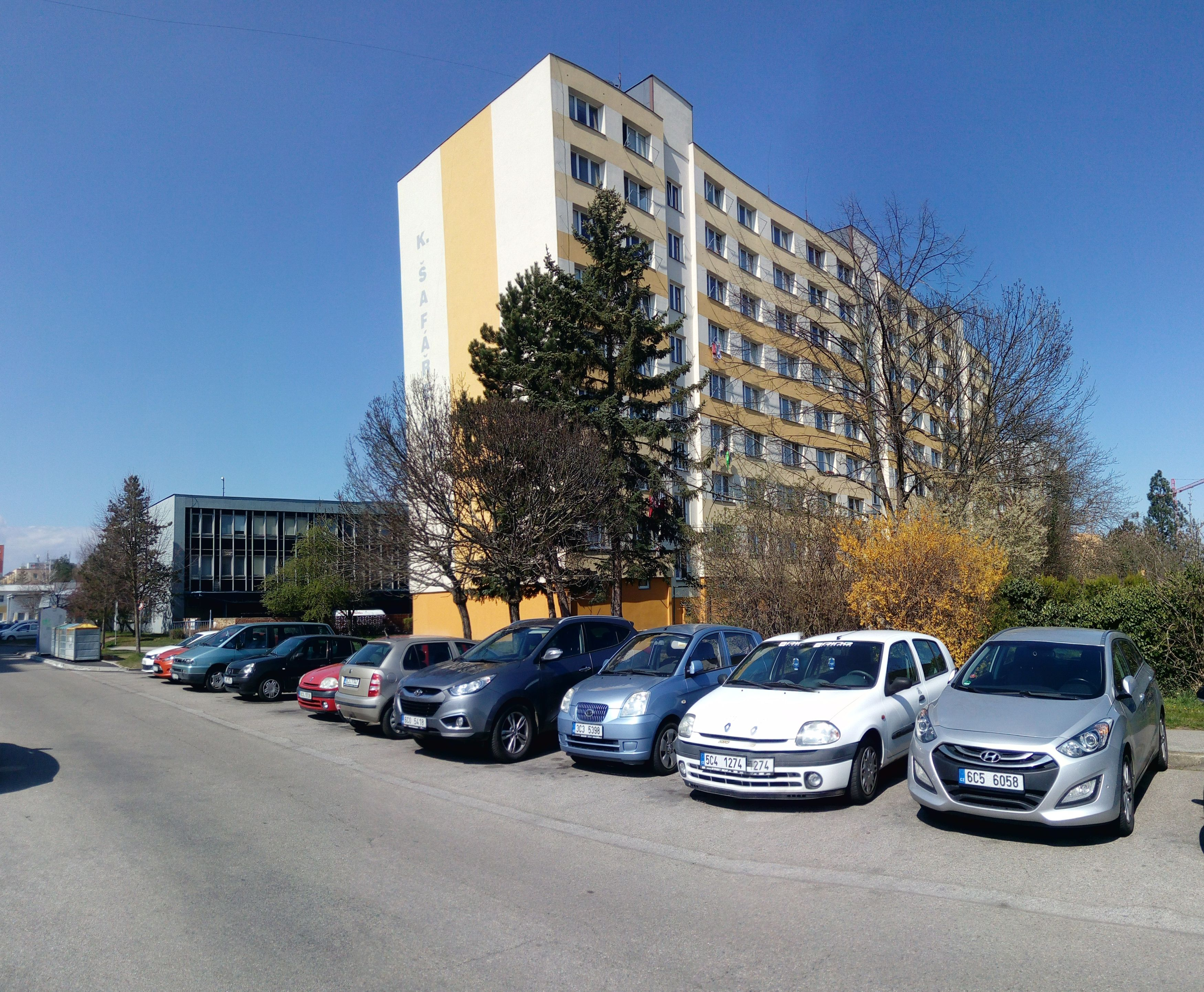
Sokolská
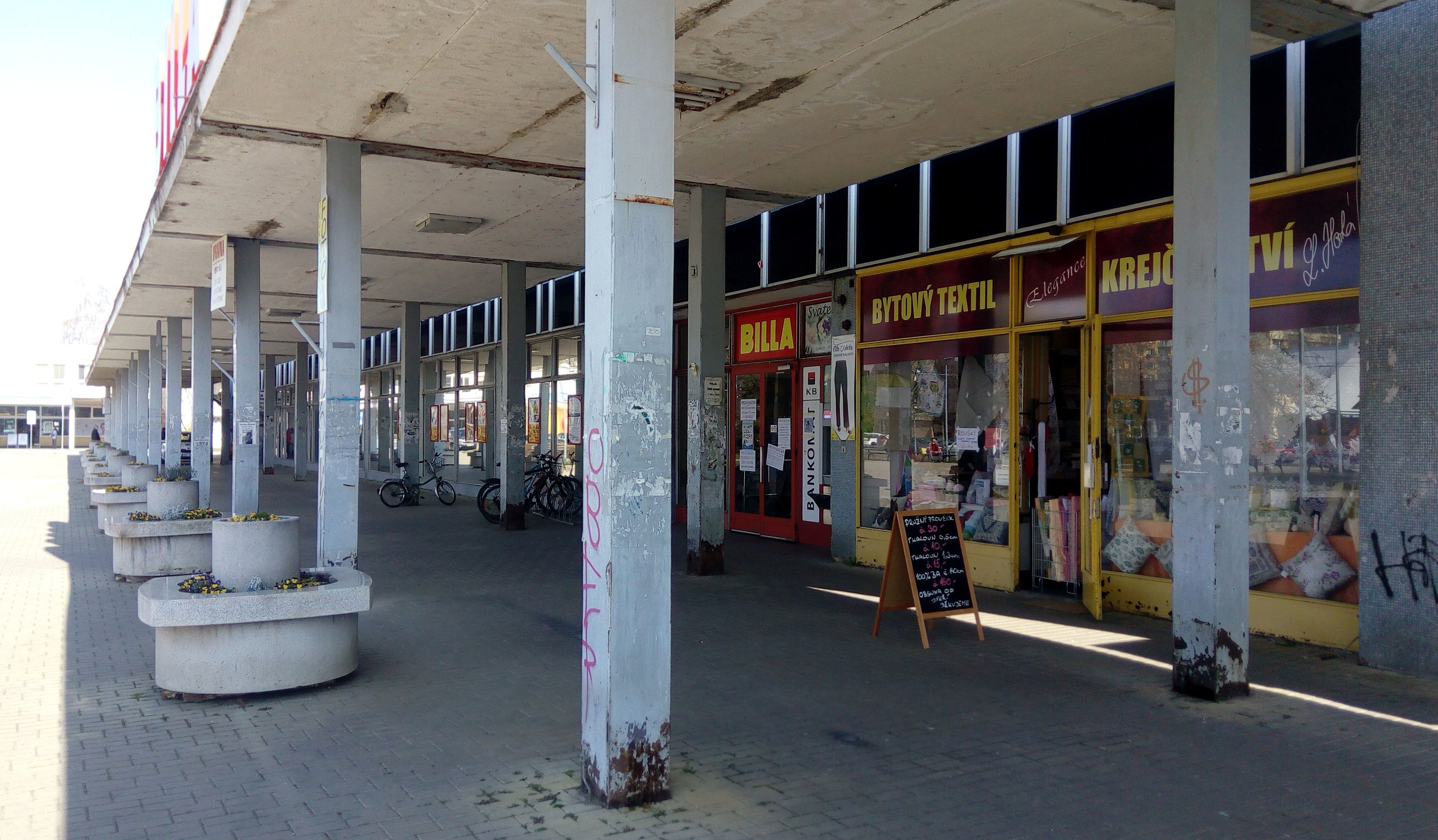
Přístřešek před domem služeb
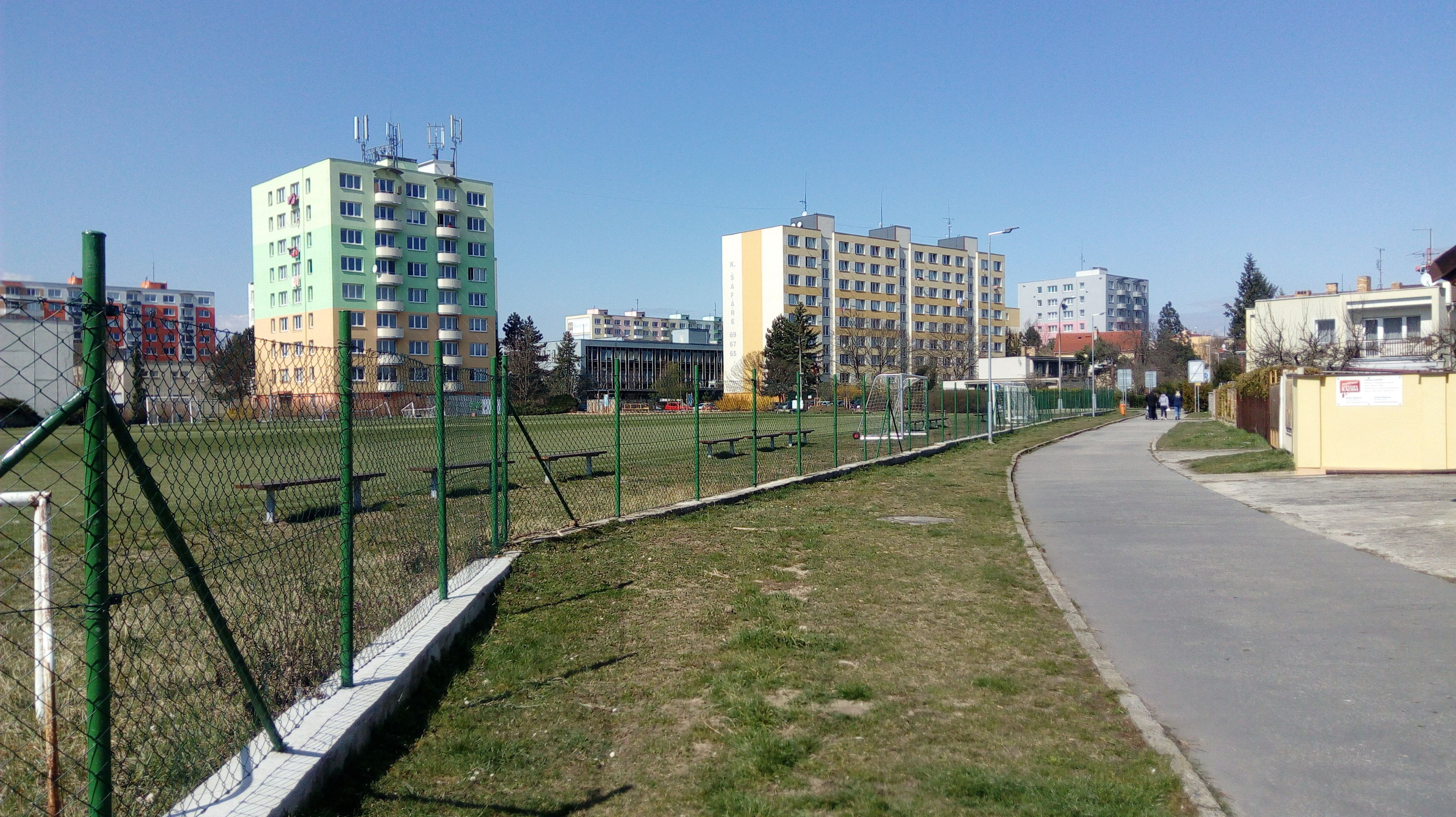
Cyklostezka
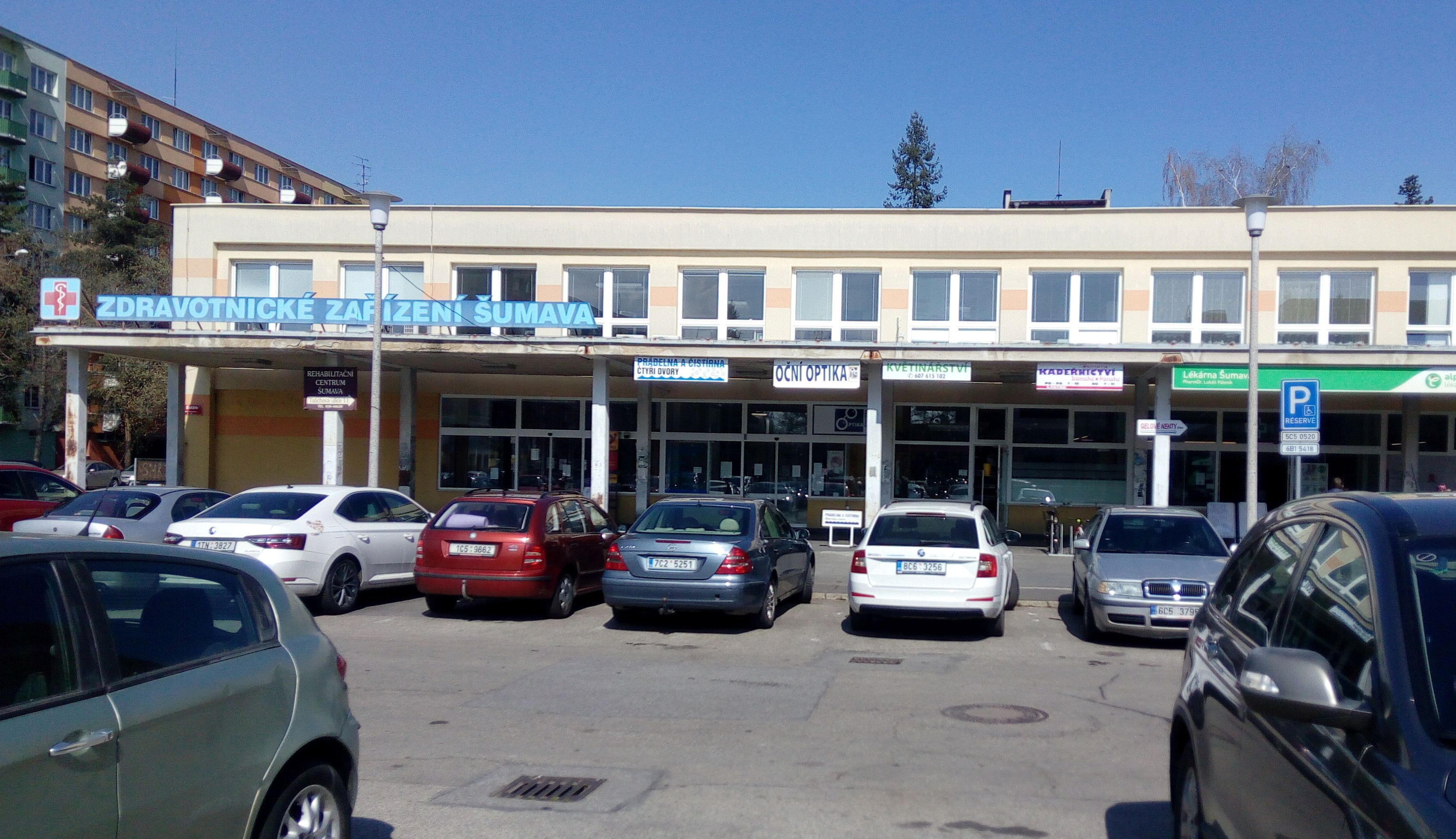
Zdravotnické zařízení